# Puyvalador
Puyvalador – miejscowość i gmina we Francji, w regionie Oksytania, w departamencie Pireneje Wschodnie. Przez gminę przepływa rzeka Aude. 
Według danych na rok 1990 gminę zamieszkiwały 82 osoby, a gęstość zaludnienia wynosiła 4 osoby/km² (wśród 1545 gmin Langwedocji-Roussillon Puyvalador plasuje się na 819. miejscu pod względem liczby ludności, natomiast pod względem powierzchni na miejscu 368.).